# Chimarra falculata
Chimarra falculata là một loài Trichoptera trong họ Philopotamidae. Chúng phân bố ở miền Tân bắc.